# Dębica
Dębica è una città polacca del distretto di Dębica nel voivodato della Precarpazia.
Ricopre una superficie di 34,14 km² e nel 2009 contava 46 693 abitanti.

## Amministrazione

### Gemellaggi
- Veľký Meder
- Călimănești
- Sarlat-la-Canéda
- Puurs
- Svištov
- Juigalpa